# 古河バイパス
古河バイパス（こがバイパス）は、茨城県古河市から栃木県下都賀郡野木町までの国道4号と国道125号の重複区間のバイパス道路である。
旧道はすでに県道降格となっており、このルートが国道4号の現道である。

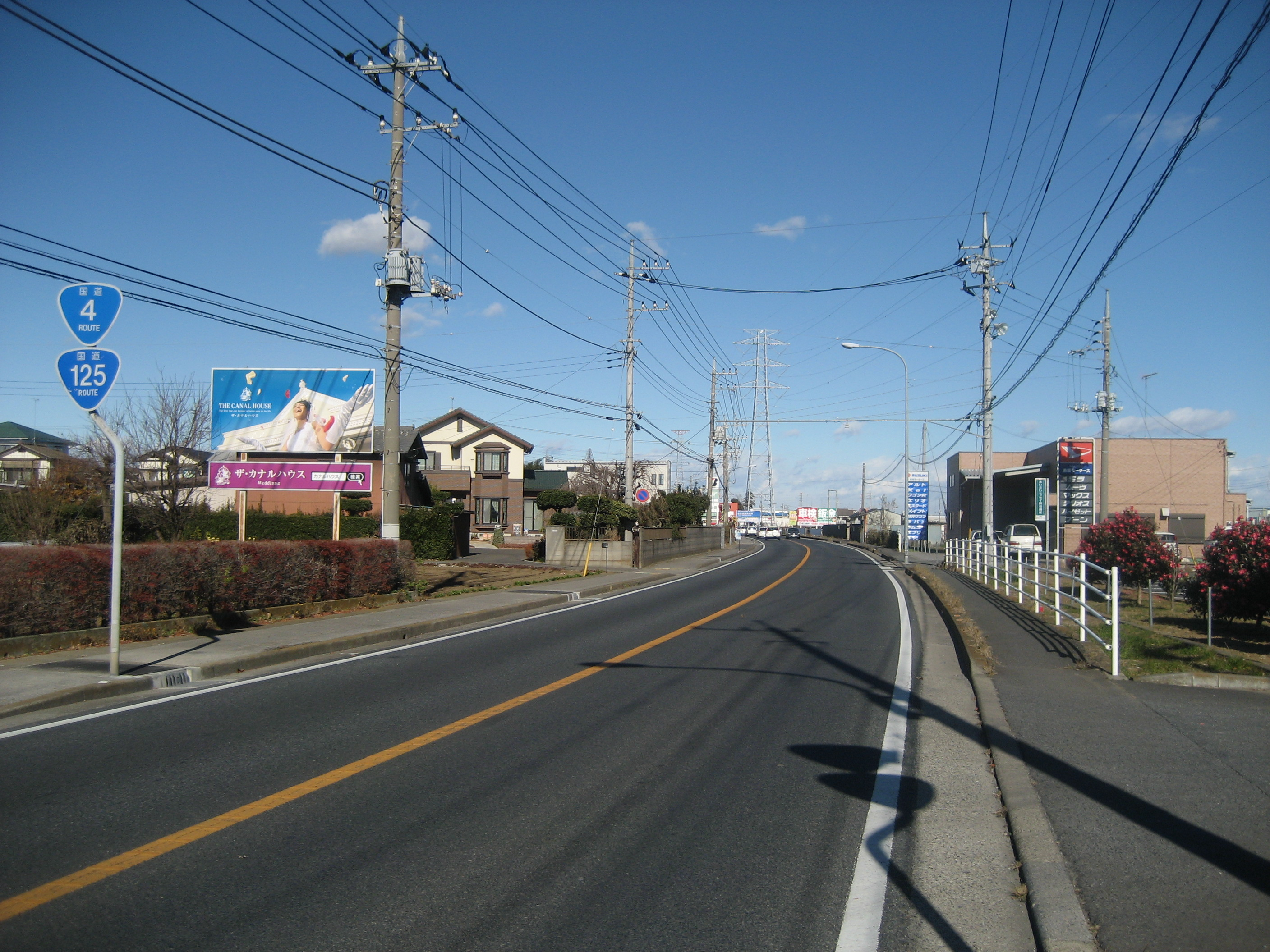
古河市茶屋新田付近

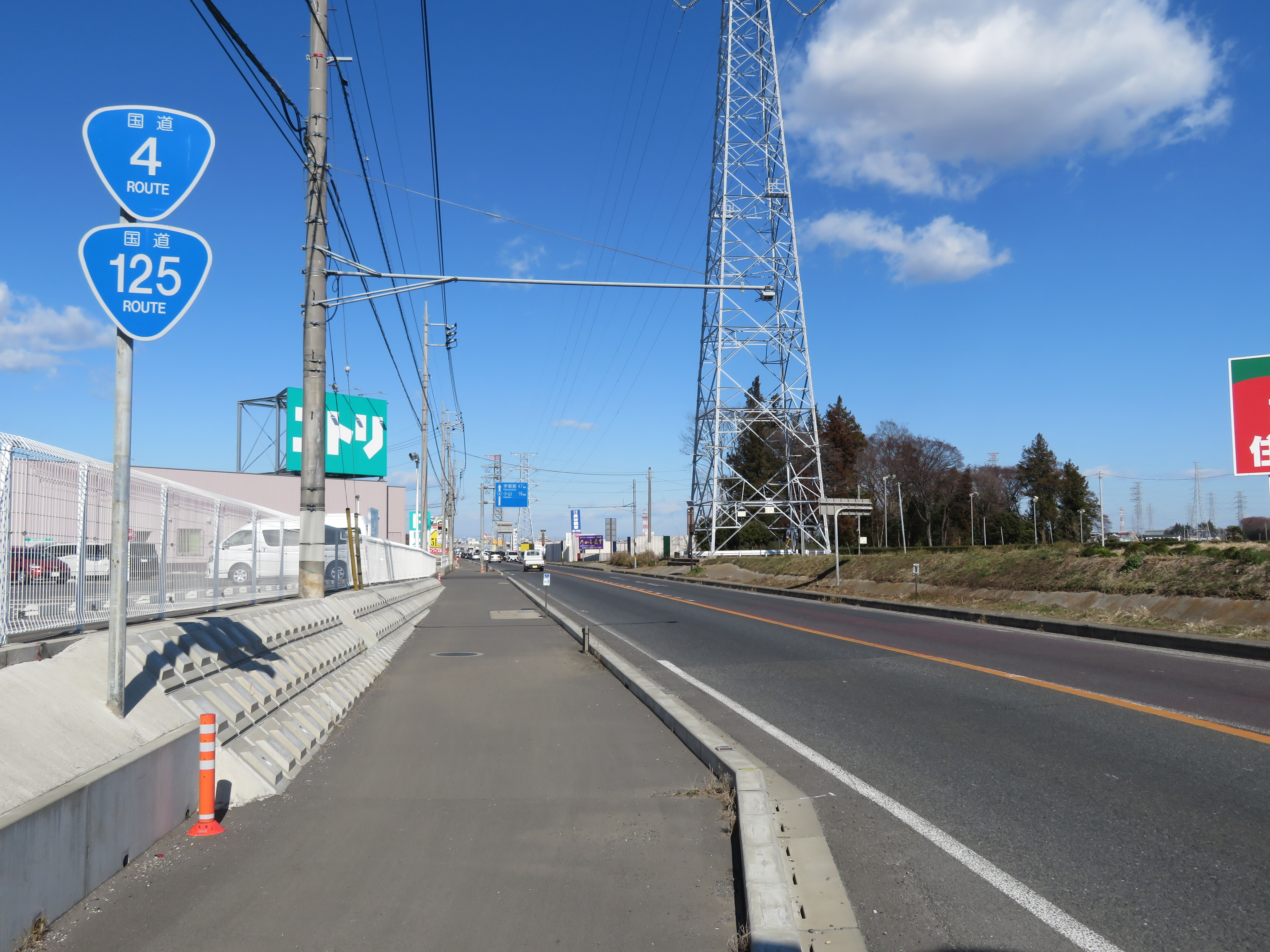
古河市大堤付近

## 概要
- 起点：茨城県古河市中田（中田町交差点＝茨城県道56号つくば古河線、茨城県道228号原中田線起点）
- 終点：栃木県下都賀郡野木町大字野木（野木交差点＝栃木県道・茨城県道261号野木古河線起点）
- 全長：-.-km
- 車線：2車線
- 事業着手年：1954年
- 開通年月日：1957年3月31日

## 重複区間
起点 - 古河市三杉町（三杉町交差点）：国道125号

## 交差する道路
- 上側が起点側、下側が終点側。左側が上り側、右側が下り側。

| 交差する道路             | 交差する道路              | 交差する場所 | 交差する場所 | 交差する場所 |
| ------------------------ | ------------------------- | ------------ | ------------ | ------------ |
| 国道4号 越谷・春日部方面 |                           |              |              |              |
| 茨城県道56号つくば古河線 | 茨城県道228号原中田線     | 茨城県       | 古河市       | 中田町       |
| 国道354号                | 国道354号                 | 茨城県       | 古河市       | 大堤         |
| 茨城県道250号古河総和線  | 茨城県道250号古河総和線   | 茨城県       | 古河市       | 下山町（南） |
| 国道125号 下妻方面       | 茨城県道294号東野田古河線 | 茨城県       | 古河市       | 三杉町       |
| 栃木県道261号野木古河線  | -                         | 栃木県       | 野木町       | 野木         |
| 国道4号 宇都宮・小山方面 |                           |              |              |              |

## 交通量
2005年度（平成17年度道路交通センサスより）
平日24時間交通量（台）
- 古河市茶屋新田23-2：20,077

## 特徴
- 混雑著しい古河市街（旧古河宿、中田宿）を避けるように建設されたバイパス道路であり、東北本線（宇都宮線）とは立体交差化（オーバーパス）されている。
- 本バイパスの開通により、ほぼ全線が日光街道であった旧道部分は県道261号および県道228号に格下げとなった。